# Constitució de Kosovo

Escut de Kosovo

La Constitució de la República de Kosovo va entrar en vigor el 15 de juny del 2008. Fins aleshores, Kosovo s'havia regit pel marc constitucional provisional establert per la Resolució 1.244 del Consell de Seguretat de les Nacions Unides, ratificada l'any 2001. Aquest marc provisional preveia l'existència d'unes institucions provisionals d'autogovern que estaven sota l'autoritat del representant especial del secretari general de les Nacions Unides.
El govern de Sèrbia, que considera Kosovo part integrant del seu territori i refusa les seves demandes d'independència, no accepta aquesta Constitució, en l'última de les disputes territorials nascudes arran del trencament de Iugoslàvia.

## La Constitució del 2008
L'abril del 2008 es va preparar i publicar un avantprojecte de Constitució que recollia bona part de les propostes del pla Ahtisaari, que garantia els drets específics de les minories i la seguretat de tots els ciutadans de Kosovo.
La Constitució va ser ratificada el 9 d'abril del 2008 i va entrar en vigor el 15 de juny del mateix any. Tot i així, de moment la missió d'administració provisional de les Nacions Unides a Kosovo no té previst abandonar el territori, ja que el Consell de Seguretat de les Nacions Unides no ha acabat la seva tasca. La nova Constitució no s'aplica als enclavaments serbis de Kosovo, cosa que implica una partició de facto de Kosovo.